# Eleccions legislatives belgues de 1939
Les Eleccions legislatives belgues de 1939 se celebraren el 12 d'abril de 1939, poc abans de començar la Segona Guerra Mundial. Guanyaren els catòlics, que formaren un govern presidit per Hubert Pierlot.
| Party       | Cambra de Representants | Cambra de Representants | Cambra de Representants | Senat     | Senat  | Senat   |
| Party       | Vots                    | %                       | Escons                  | Vots      | %      | Esconss |
| ----------- | ----------------------- | ----------------------- | ----------------------- | --------- | ------ | ------- |
| Catòlics    | 594,133                 | 30,38%                  | 67                      | 703,250   | 30,71% | 35      |
| Socialistes | 575,775                 | 29,44%                  | 64                      | 701,552   | 30,64% | 35      |
| Liberals    | 335,966                 | 17,18%                  | 33                      | 402,326   | 17,57% | 16      |
| VNV         | 164,253                 | 8,40%                   | 17                      | 177,666   | 7,76%  | 8       |
| Comunistes  | 90,856                  | 4,65%                   | 9                       | 115,308   | 5,04%  | 3       |
| Rex         | 83,047                  | 4,25%                   | 4                       | 94,543    | 4,13%  | 1       |
| KVV         | 62,548                  | 3,20%                   | 6                       | 62,976    | 2,75%  | 3       |
| Altres      | 49,692                  | 2,54%                   | 2                       | 32,209    | 1,41%  | 0       |
| Total       | 1,955,814               | 100%                    | 202                     | 2,289,830 | 100%   | 101     |